# Slovensk filosofi
Slovensk filosofi er filosofi af slovenere eller filosoffer fra det nuværende Slovenien.

## Historie
Den slovenske filosofi går tilbage til middelalderen, og i renæssancen var Matija Hvale en vigtig filosof, mens Anton Ambschel og František Samuel Karpe var vigtige i oplysningstiden.
Den slovenske filosofi har dog især haft international betydning i moderne tid. I anden halvdel af det 20. århundrede var den slovenske filosofi mest præget af dialektisk materialisme og marxisme-leninisme frem til 1980’erne. Derefter har filosofien både været præget af fænomenologi, personalisme, marxisme og lacanianisme. Man taler desuden særligt om ‘den psykoanalytiske skole fra Ljublana’ også kaldet ‘den slovenske skole’ i filosofi, der omfatter navne som Slavoj Žižek, Mladen Dolar og Alenka Zupančič. Denne skole er påvirket af Jacques Lacan og omfatter en særlig kulturfilosofi. Zizek bliver af nogle betragtet som det 21. århundredes vigtigste filosof.

## I Danmark
I Danmark har Nicolai von Eggers og Brian Benjamin Hansen redigeret et særnummer af tidsskriftet Slagmark om den slovenske skole. Flere af Slavoj Zizeks værker er oversat til dansk, og Henrik Jøker Bjerre og Carsten Bagge Laustsen har skrevet en introduktion til hans samfundsteori.